# Thập niên 1580
Thập niên 1580 là thập niên diễn ra từ năm 1580 đến 1589.